# 사기 방지법
사기방지법(詐欺防止法, Statue of frauds)은 영미법의 한 개념으로 특정한 종류의 계약은 반드시 서면으로 해야 한다는 규칙이다. 영국 법원에서 14세기에 들어서 서면계약뿐 아니라 구두계약의 경우에도 강제이행이 가능한 것으로 인정되면서부터 계약당사자간에 계약내용에 대한 분쟁이 발생하여 법원에 이와 관련된 소송이 제기되는 경우에는 구두증거에 대하여도 서면증거와 동일한 증거력을 부여하여 왔다. 그 결과 계약 내용을 다투는 소송과정에서 사기와 위증이 횡행하게 되자 이를 금지하기 위한 법률이 17세기에 영국에서 제정되었으며, 후일 미국에서도 이를 계수하게 되었다. 이 법률을 통상 “사기방지법”이라 부르는데 동법에서는 반드시 서면으로 입증되어야만 강제이행이 가능한 계약의 유형들을 열거하고 있다.

## 역사
1677년 사기와 위증을 방지하기 위해, 영국에서 제정되었다.

## 내용
주요내용은 유언집행자 또는 유산관리인이 자신의 재산에서 사자(死者)의 채무를 변제할 것을 약속하는 특약(特約), 타인의 금전채무, 해태(懈怠), 실행(失行)에 대하여 책임을 져야 할 이른바 보증계약, 혼인을 약인으로 하는 합의, 토지 또는 토지에 관한 물권의 매매처분을 위한 계약, 쌍방의 이행이 1년이상에 걸친 합의는 계약을 서면에 기재하거나 또는 계약당사자, 계약의 본질적 내용, 약인을 표시한 각서에 책임을 져야 할 당사자의 서명이 있어야만 하는 제4조, 10파운드 이상의 동산의 매매계약을 매수인이 매매목적 동산의 일부를 수령하고 현실로 수취(受取)하거나 계약을 구속하기 위하여 착수금 또는 대금의 일부로서 지급하든가 무언가를 급부(給付)하가나 계약에 관한 각서가 책임을 져야 할 당사자 또는 대리인에 의하여 작성 서명되거나 하는 것을 요구하는 제17조이다.
예컨대 A의 토지를 1000달러에 B에게 매도하는 A-B 사이의 합의는 만약 그것이 구두(oral)로만 이루어졌다면 사기방지법에 의해 강제력이 인정되지 않는다(unenforceable). 달리 말하면 계약위반에 대해서 직접적인 구제수단이 인정되지 않는다. 그리고 만약 B가 이미 매매대금을 지급하였는데 A가 토지의 양도를 거절한다면 B는 그 금액만큼을 부당이득으로서 반환청구할 수 있다. 그러나 A가 자발적으로 토지를 양도하겠다고 한다면 B는 부당이득 반환청구를 할 수 없다. 따라서 사기 방지법에 의해 강제력이 인정되지 않는 합의의 경우에도 이와 같이 양도의무가 간접적으로나마 인정되기 때문에 그 합의는 계약이라고 할 수 있다.

## 서면의 요구조건

### 보증계약
보증자가 피보증자를 상대로 보증서를 작성할 필요가 없다. 또 보증계약을 구두로 할 당시에 서면이 같이 작성될 필요도 없으며 구두약속 후 한참후에 서면으로 작성되어도 사기방지법 조건을 충족한다.

### 상인간 물품계약
1. 상인간 물품계약으로
2. 한쪽 상인에 의해 서명된 서면을 다른 상인이 수령하고
3. 수령한 상인이 10일 이내에 거부를 하지 않는 경우

사기방지법 상 서면 요구사항을 충족한 것으로 본다.

## 적용
현재 미국의 대부분 주에서 채택되고 있다. 사기방지법에 포함되는 계약은 다음과 같다.

### 토지 양도 및매매 계약
임대차, 저당권 역시 포함되며 단 많은 주에서는 1년 이하의 계약의 경우 예외로 한다. 단 토지에 대한 계약이 아니고 토지와 관련된 계약은 사기 방지법의 저촉을 받지 않는다. 예를 들어 건물을 특정 토지위에 건축하겠다는 계약이나 토지를 매수하면 대출을 하겠다는 계약은 사기방지법의 적용대상이 아니다.

### 1년이 넘는 기간을 가진 계약
이행계시 후 1년이 아닌 계약체결 후 1년 이내에 계약이행이 끝날 수 없는 계약을 말한다. 이는 아주 불가능하여야 하지 가능성이 희박한 것으로는 부족하다. 또 당사자 중 일방이 계약의무를 완전이행한 경우 타방이 이행하려면 1년이 넘게 걸리더라도 본 조의 제한에 걸리지 않는다.

### 미국통일상법전에 명시된 물품 판매계약
500불 이상의 물건에 적용되며 이미 지불되고 수령, 인수된 물건에 대해서는 사기방지법의 예외로 서면요구사항이 적용되지 않는다.

### 결혼을 전제로 한 계약
"나랑 결혼해 주면 이 빌딩을 당신 명의로 해줄께"와 같이 결혼을 하는 조건으로 물권이 이전되는 계약을 말하면 결혼을 하겠다는 계약은 포함되지 않는다.

## 예외
- 미국통일상법전 2-201(3)에 따르면 다른 구매자에 재판매되기 어려운 맞춤제작된 물품제작에 상당부분 들어간 경우 사기방지법이 요구하는 서면계약이 없더라도 유효한 계약으로 볼 수 있다.
- 약속자 자신의 이익을 목적으로 한 보증 계약의 경우 구두로 한 계약이라도 사기방지법의 예외로 유효한 계약이다. 예를 들어 주인이 건설업자에게 주택건축을 의뢰하였는데 건설업자의 신용불량으로 건설자재업자가 공급을 꺼렸다. 주인은 신속한 주택건축을 위해 건설업자에 대해 지급보증을 해준 경우, 비록 서면이 아닌 구두로 해주었다 하더라도 이는 주인의 이익을 위한 것으로 사기 방지법의 예외에 속하여 유효한 계약이다. 이와 반대로 자동차를 할부로 사려는 아들을 위해 아버지가 사랑과 이타심에 의해 지급보증을 해주는 경우, 지급보증은 아버지의 경제적 이익을 위한 것이 아니므로 사기방지법이 적용되어 서면으로 하여야 효력이 있다.
- 토지에 대한 계약의 경우 매수인 또는 매도인이 계약의무를 일부 이행하거나 토지를 점유하고 건물을 건축하는 등의 행위를 하면 서면에 없어도 강제가 가능하다. 단 단순히 대금을 지급하는 것은 충분하지 않다.
- 과거의 채무를 부분적으로 상환하거나 잔여 채무를 변재할 것을 서면으로 약속한 경우 사기방지법 서면 요건이 면제된다.

## 같이 보기
- 구두증거배제의 법칙

## 참고 문헌
- 권재열, 미국법상 불법계약, 의사표시의 하자 및 사기방지법, KHU 글로벌 기업법무 리뷰 제4권 제1호 (2011년 6월) pp.233-242 경희대학교 법학연구소, 2011년